# Буджаспор
«Буджаспор» (Bucaspor) — турецкий бывший футбольный клуб из города Измир, выступающий в Турецкой Суперлиге. Основан в 1928 году, профессиональный статус имеет с 1984 года. Домашние матчи проводит на стадионе «Буджа Арена», вмещающем 6500 зрителей. Сезон 2010/11 является дебютным для клуба в высшем турецком дивизионе.